# 中九州短期大学
中九州短期大学（日语：／ Nakakyushu Tanki Daigaku *），简称NJC，是一所位于日本熊本县八代市的私立短期大学。

## 概要

### 简介
- 学校最早可以追溯到1951年[1]。短期大学为于1974年开办[1]、由学校法人八商学园经营。

### 历史
- 1974年 中九州短期大学成立并同时设置商经学科和幼儿教育学科[1]。
- 2005年 幼儿教育学科改编为幼儿保育学科[1]。
- 2007年 商经学科改编为经营福利学科[1]。
- 2008年 护理福利课程[注 1]成立于经营福利学科[1]。

### 宪章
- 请参看中九州短期大学的标志 （日語） 2013年11月23日阅览。

## 学校环境
- 校区：在熊本县八代市

## 历任校长
- 本田弘人：第一代短期大学校长
- 中川静也：现在短期大学校长[1]

## 组织

### 学科
- 经营福利学科
- 幼儿保育学科

### 专科
| - 没有 |

### 业余课程
| - 没有 |

## 知名校友
- 永冨裕尚：足球运动员

## 相关链接
- 日本短期大学列表